# Albrecht von Johansdorf
Albrecht von Johansdorf, Albertus de Janestorf o Der von Johansdorf (prima del 1180 – dopo il 1209), è stato un Minnesänger tedesco. È famoso soprattutto per i suoi componimenti sulle crociate.

## Vita
Negli anni dal 1172 al 1255 si trova il nome Johansdorf in diverse trascrizioni in tutto tredici volte. Sono comprovate tre generazioni della famiglia von Johansdorf, appartenente alla cavalleria, con il nome ereditario di Albertus. Due volte, nel 1172 e nel 1188, membri della famiglia comparvero tra i ministeriali della diocesi di Bamberga, più volte come ministeriale della diocesi di Passavia. Il Minnesänger è probabilmente il filius suus Adalbertus, che solo nel 1180 viene nominato assieme al padre.
Compare nei documenti più volte come ministeriale dei vescovi Hermann e Ottone di Bamberga, Wolfger von Erla e Manegold von Berg. Wolfger sostenne oltre ad Albrecht anche Walther von der Vogelweide. Dalle sue canzoni si può concludere che probabilmente partecipò alla terza Crociata; è incerto se sia andato in Terra Santa con il vescovo Wolger o si sia unito all'armata di Leopoldo V di Babenberg.
Se ne perdono le tracce dopo l'ultimo riferimento nei documenti nell'anno 1209. A metà del XIII secolo Albrecht veniva compianto come morto in una strofa del Minnesänger Reinmar von Brennenberg.
La località Johansdorf che compare nel nome del poeta non si lascia a tutt'oggi identificare chiaramente: si tratta forse di Jahrsdorf nei pressi di Landau an der Isar.

## Opere

### Lieder
Nel suo Minnesang la crociata gioca un ruolo importante tanto che cinque delle tredici poesie di lui tramandate sono canzoni sulle crociate (Kreuzzuglieder). Questo genere del Minnesang, cui avevano contribuito tra gli altri Friedrich von Hausen, Heinrich von Rugge e Hartmann von Aue, raggiunse la sua acme artistica con Albrecht von Johansdorf. È anche uno dei principali poeti bavaresi dall'inizio del Minnesang.
Il problema centrale nelle canzoni delle crociate di Albrecht von Johansdorf è la questione di conciliare il servizio a Dio e all'Amore durante la Crociata. L'amante cede a un conflitto intimo, la cui sua personale soluzione è la partecipazione alla Crociata come servizio a Dio (Gottesdienst) e sullo stesso grado l'amore per la donna, il Minnedienst: la lirica a Dio e alla donna così si completano l'una con l'altra. Nella consapevolezza dell'amore ricambiato tra lui e la dama, che viene presentata come compagna, va intesa la partecipazione alla Crociata come un servizio alla sua signora, poiché la ricompensa divina guadagnata con la partecipazione alla Crociata sarà divisa con lei.
Nella frequenza con cui la dama prende la parola nelle Lieder di Albrecht ed esprime i propri sentimenti, si riflette l'esempio della lirica d'amore danubiana (Der von Kürenberg, Dietmar von Aist)), cui si riferiscono anche la scelta delle parole (vriunt, wip, herzeliep, gevriunden e altre), la costruzione del verso (versi lunghi) e i generi (Wechsel o scambio dialettico, Frauenstrophe).
Sono attribuite ad Albrecht von Johansdorf tredici lieder con in tutto 42 strofe, tra cui cinque canzoni sulle Crociate. Sono tramandate nel Codex Manesse (folia 179v-181r).

### Esempio di Lied
Wie sich minne hebt daz weiz ich wol
Wie sich minne hebt daz weiz ich wol;
wie si ende nimt des weiz ich niht.
ist daz ich es inne werden sol
wie dem heræen herzeliep geschiht,
sô bewar mich vor dem scheiden got,
daz wæn bitter ist.
disen kumber fürhte ich âne spot.
Swâ zwei herzeliep gefriundent sich
unde ir beider mmne em triuwe wirt,
die sol niemen scheiden, dunket mich,
al die wîle unz si der tôt verbirt.
wær diu rede mîn, ich tæte alsô:
verlüre ich mînen friunt,
seht, sô wurde ich niemer mêre frô.
Der ich diene und iemer dienen wil,
diu sol mîne rede vil wol verstân.
spræche ich mêre, des wurd alze vil.
ich wil ez allez an ir güete lân.
ir genâden der bedarf ich wol.
und wil si, ich bin vrô;
und wil si, so ist mîn herze leides vol.
Come l'amore inizia lo so bene, come finisce non lo so. Se dovessi conoscere come l'amore di un cuore viene concesso al cuore, Dio mi protegga dalla separazione, che certamente è assai amara. Questo dolore temo molto.
Se due cuori si amano l'un l'altro e fedele è l'amore dei due, nessuno deve separarli finché non lo faccia la morte. Se mi colpisse questa sorte, per me andrebbe così: se perdessi la mia amata, vedete, non sarei mai più felice.
Colei che servo e sempre servirò, capirà bene, cosa intendo. Se dicessi di più sarebbe troppo. Su tutto ciò la sua bontà deve decidere. Della sua benevolenza ho assai bisogno. E la desidero, così sono felice e allo stesso tempo il mio cuore è pieno di dispiacere.

### Elenco dei componimenti poetici
- Der al der werlde fröide gît
- Die hinnen varn, die sagen durch got
- Diu Saelde hât gekroenet mich
- Got weiz wol, ich vergaz ir niet
- Guote liute, holt die gâbe
- Ich und ein wîp
- Ich vant si âne huote
- Ich was ledic vor allen wîben
- Ich wil gesehen, die ich von kinde
- Mich mac der tôt von ir minnen wol scheiden
- Mîn êrste liebe der ich ie began
- Nun ist niht mêre mîn gedinge
- Sáehe ích iemen, der jaehe, er waere von ir komen
- Swaz ich nû gesinge
- Wie sich minne hebt daz weiz ich wol
- Wîze, rôte rôsen, blâwe bluomen, grüene gras